# Bitume (pigment)
Pour les articles homonymes, voir Bitume (homonymie).

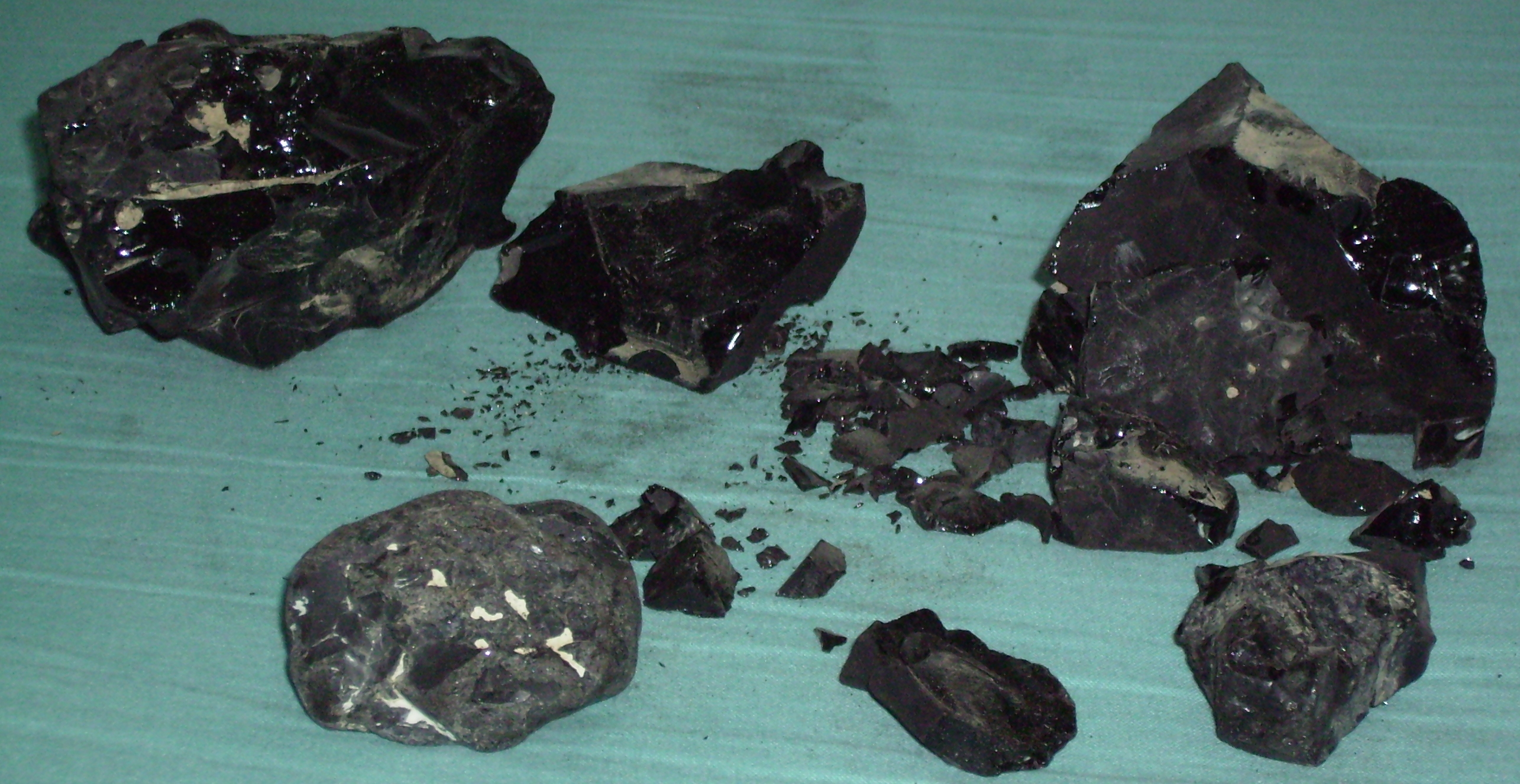
Morceaux de bitume provenant d'un gisement naturel en bordure de la mer Morte.

Le bitume (NBk6) est un pigment organique d'origine fossile (un hydrocarbure de la famille du pétrole). Les bitumes se différencient des asphaltes par l'absence de substance minérales et la solubilité dans le sulfure de carbone (PRV1).
Employés comme pigment, les bitumes donnent des teintes brunes très foncées.

## Origine
On trouve du bitume un peu partout dans le monde, notamment aux Moyen et Proche-Orient où il est exploité depuis quatre millénaires ; il était utilisé par exemple pour calfater les bateaux en Mésopotamie, en Inde, en Égypte et en Phénicie.
Pline l'Ancien mentionne plusieurs gisements : « Le bitume approche du soufre ; c'est tantôt un limon, tantôt une terre. Un limon, sortant d'un lac de Judée. Une terre, en Syrie, autour de la ville maritime de Sidon. Dans ces deux états, il s'épaissit et se condense. Il y a aussi un bitume liquide, témoin celui de Zacynthe et celui qu'on apporte de Babylone ; ce dernier bitume est blanc. Le bitume d'Apollonie est liquide aussi. Tous portent en grec le nom de pissasphalte, comme qui dirait mélange de poix et de bitume. » C'est l'origine des noms de spalt et d'asphalte.

## Peinture

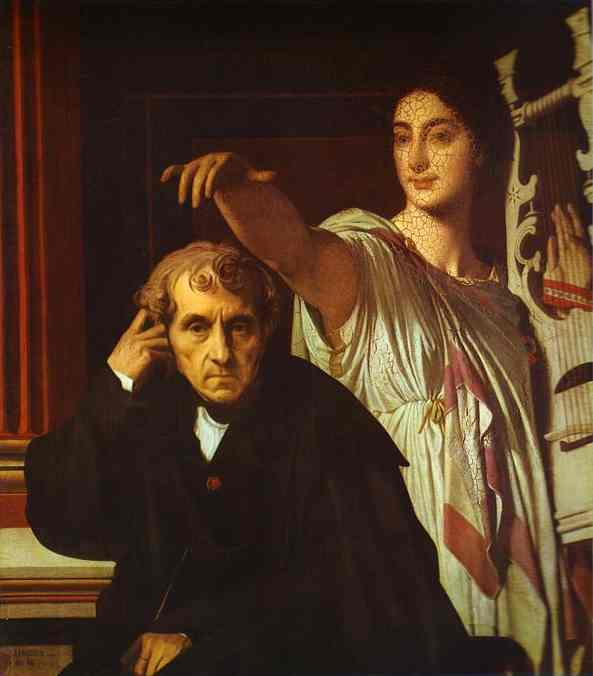
Le portrait de Cherubini par Ingres craquelé sans remède par le bitume employé en épaisseur sur le repeint (la divinité).

Le bitume, souvent désigné sous le nom de « bitume de Judée », est utilisé en peinture à partir du Moyen Âge. Il est employé en glacis à la Renaissance italienne. On en trouve ainsi des traces dans le tableau de Léonard de Vinci La Vierge aux rochers.
Dans la première moitié du XIXe siècle, les peintres français vont en faire un emploi très fréquent. La texture laquée et la tonalité d'un roux très sombre intéressent des peintres comme Prud'hon qui l'utilise dans son tableau La Justice et la Vengeance divine poursuivant le Crime, et il sert avec excès jusqu'à Gustave Courbet. Les artistes l'utilisent abondamment soit en glacis pour les ombres, soit en couche épaisse pour les aplats des fonds. L'usage d'une couleur chaude pour les ombres et les fonds renoue avec une pratique de la peinture flamande, alors que la doctrine académique voulait que les ombres et les lointains soient bleuâtres (froids).
On s'aperçoit au bout de quelques années que le bitume, employé en quantité, dégrade les peintures. Composé d'un mélange d'hydrocarbures qui sont tous des solvants les uns des autres, il migre dans les couches voisines s'il n'est pas isolé par un vernis à la gomme-laque (PRV1, p. 258). Son emploi en épaisseur détériora irrémédiablement un nombre important de tableaux de cette période, en faisant gercer les couches picturales, et en produisant des craquelures.
Au XXe siècle, on a attribué au bitume l'assombrissement général de tableaux comme Un enterrement à Ornans de Courbet, dont des détails et finesses d'exécution avaient disparu, La Ronde de nuit de Rembrandt, Le Radeau de La Méduse de Géricault ou La Barque de Dante de Delacroix. Il semble en fait que l'altération de certaines peintures de cette période soit due à une erreur de formulation, avec une huile rendue trop siccative par un ajout copieux d'oxyde de plomb et de cire. Petit, Roire et Valot ont analysé Le Radeau de La Méduse sans trouver trace de bitume, mais le vernis comportait des cristaux de galène issus de la réaction du plomb de la céruse avec l'acide sulfhydrique atmosphérique. Le bitume peut être à l'origine de l'assombrissement de certains tableaux, mais pas de ceux qu'ils ont analysé (PRV1, p. 262).
On n'utilise plus guère le bitume dans la peinture ; les tubes de « laque bitume » pour artistes contiennent en général une imitation, obtenue sans la moindre trace de bitume, par un mélange de noir de fumée et d'oxyde de fer.

## Autres usages artistiques du bitume
- Certains vernis protégeant le métal pour la gravure à l'eau-forte contiennent du bitume.

## Photographie
Pour ses expériences de photographie, Nicéphore Niepce utilisa du bitume de Judée, soluble dans l'essence de lavande tant qu'il n'a pas été exposé à la lumière. Pour arrêter l'action de la lumière, il éliminait le bitume encore soluble en le dissolvant.